# Paul Bùi Van Ðoc
Pour les articles homonymes, voir Bui et Doc.
Paul Bùi Van Ðoc, né le 11 novembre 1944 à Đà Lạt (Lâm Đồng, Indochine française, actuellement Viêt Nam) et mort le 6 mars 2018 à Rome (Italie), est un prélat catholique vietnamien, évêque de My Tho de 1999 à 2013 puis évêque d'Hô-Chi-Minh-Ville à partir de 2014.

## Biographie
Le 17 décembre 1970, Paul Bùi Van Ðoc est ordonné prêtre.
Le 26 mars 1999, le pape Jean-Paul II le nomme évêque de My Tho. Il est consacré le 20 mai de la même année par Mgr Jean-Baptiste Pham Minh Mân, assisté de NNSS Barthélemy Nguyen Son Lâm (de) et Pierre Nguyên Van Nhon.
Le 28 septembre 2013, le pape François le nomme évêque coadjuteur d'Hô-Chi-Minh-Ville et administrateur apostolique de My Tho jusqu’à l’installation de Mgr Pierre Nguyên Van Kham le 30 août 2014. Après la démission, le 22 mars 2014, du cardinal Jean-Baptiste Pham Minh Mân, il devient archevêque d'Hô-Chi-Minh-Ville. 
Conformément au code de droit canonique, en tant que nouvel archevêque métropolitain, il reçoit le pallium des mains du pape le 29 juin 2014.
Mgr Bùi Van Ðoc meurt le 6 mars 2018, des suites d’un accident vasculaire cérébral, alors qu’il célébrait la messe en la basilique Saint-Paul-hors-les-Murs.